# Chu Dương (vận động viên trượt băng tốc độ)
Chu Dương (tiếng Trung: 周洋; bính âm: Zhōu Yáng); sinh ngày 9 tháng 6 năm 1991) là một vận động viên trượt băng tốc độ cự ly ngắn người Trung Quốc. Cô giành huy chương vàng trong nội dung 1500 mét tại Thế vận hội Mùa đông 2010. Cô cũng giành huy chương vàng ở nội dung tương tự tại Thế vận hội Mùa đông 2014. Ngoài ra, tại Sochi, cô còn cùng đồng đội giành huy chương vàng trong nội dung 3.000 mét tiếp sức. Cô lập kỷ lục thế giới và thế vận hội mới trong vòng bán kết nội dung 1.000 mét.
Cô bắt đầu trượt băng khi tám tuổi, một huấn luyện viên trượt băng tốc độ nhận thấy tiềm năng thể thao của cô.